# Palau Blaugrana

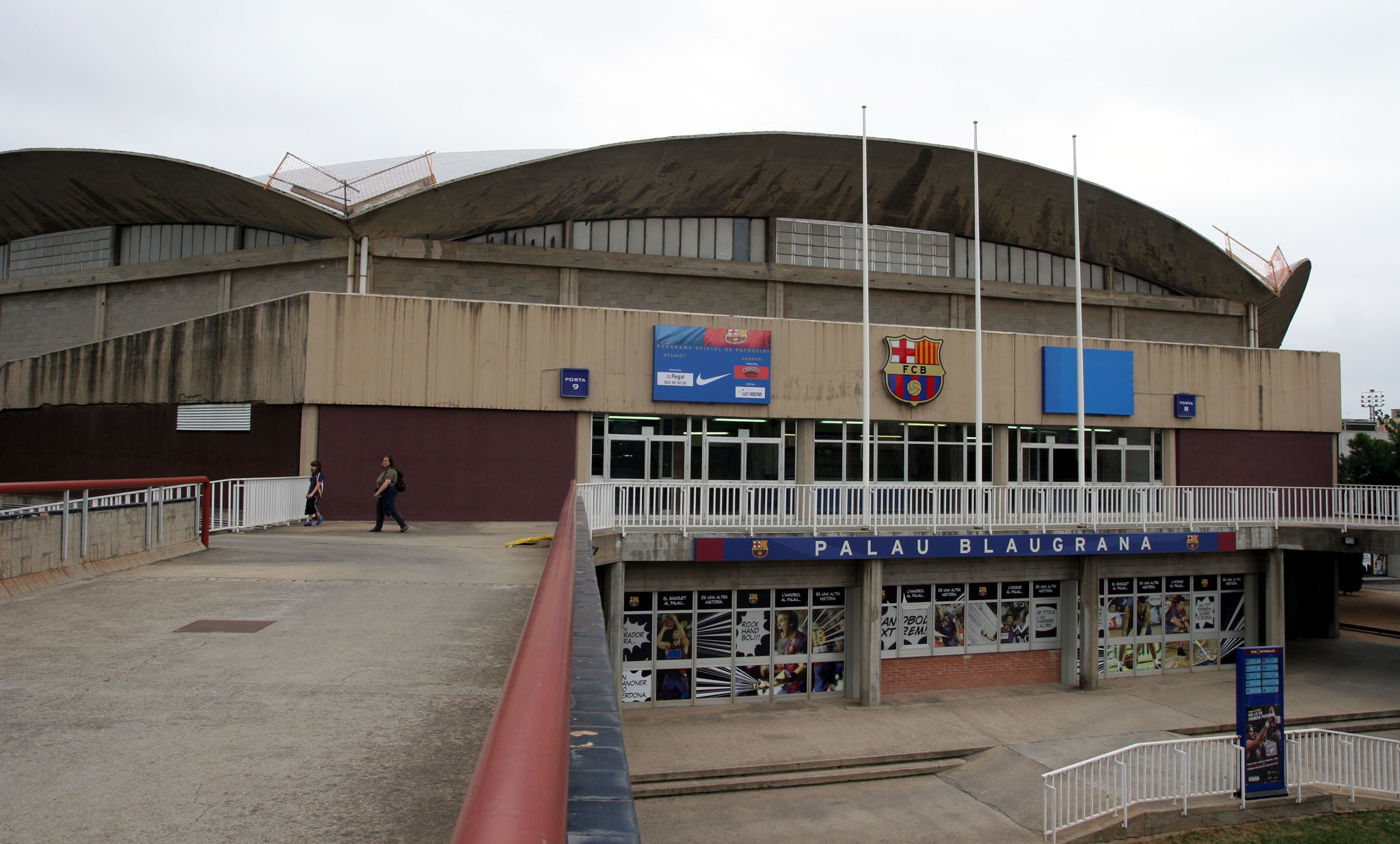
Palau Blaugrana sett från utsidan, 12 oktober 2008

Palau Blaugrana, invigd 23 oktober 1971, är en inomhusarena i Barcelona i Spanien. Den är hemmaarena för FC Barcelonas handbollslag, basketlag, rullskridskohockeylag och futsallag.

## Handboll

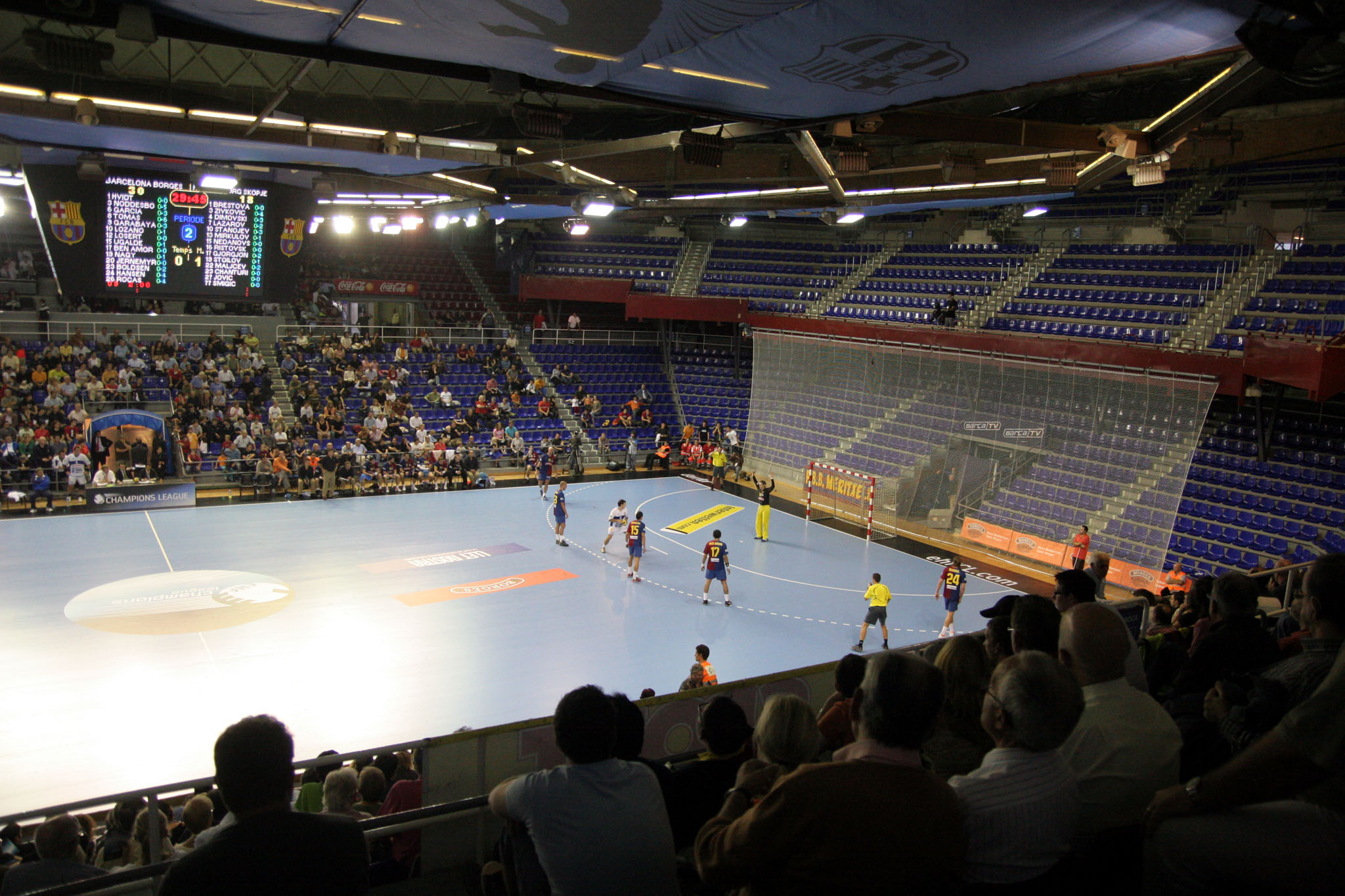
EHFCL-match mellan FC Barcelona och HC Metalurg Skopje i Palau Blaugrana, 12 oktober 2008

Under handbollsmatcher är Palau Blaugranas kapacitet 7 585 åskådare.